# Karin Kuschik

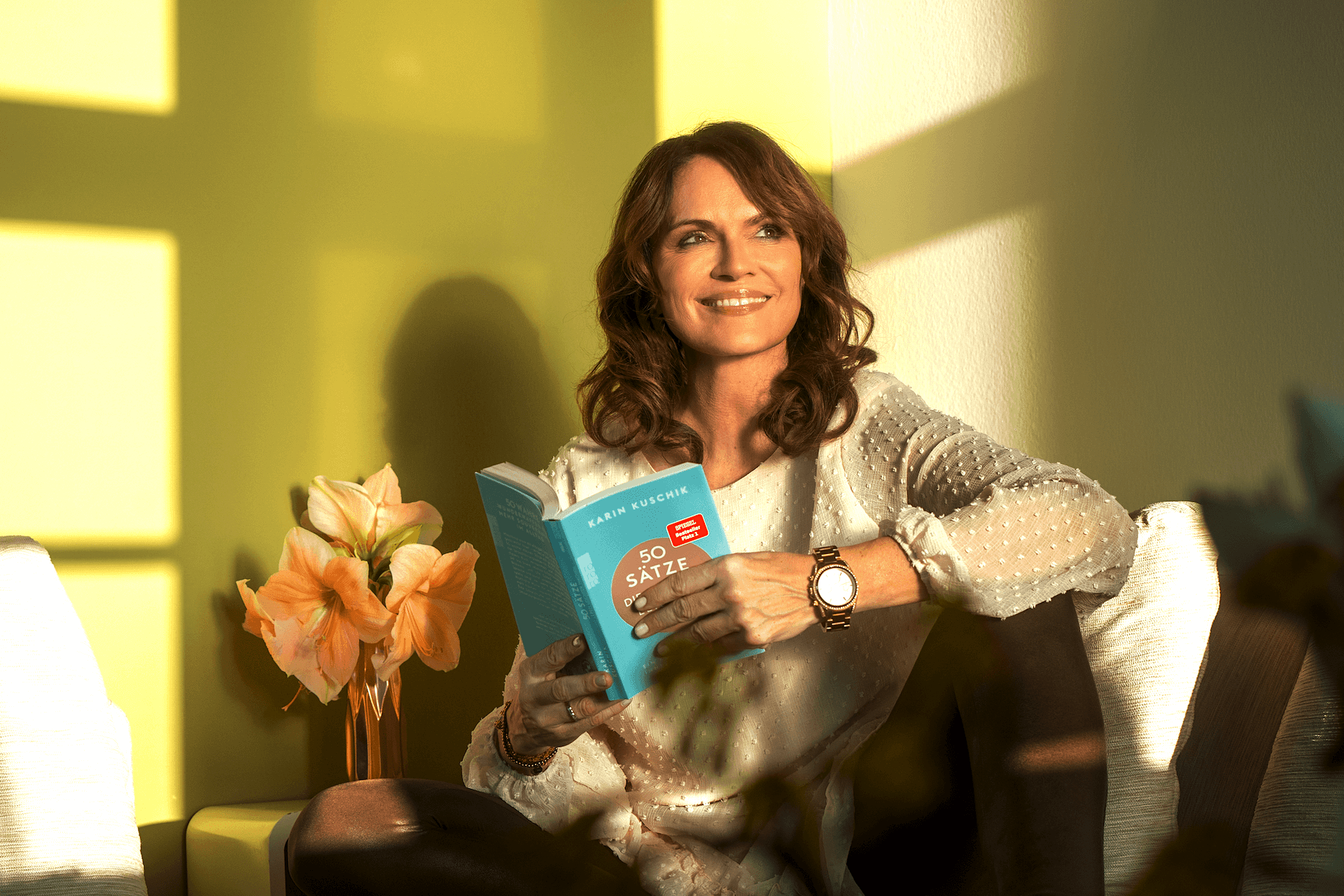
Karin Kuschik (2024)

Karin Kuschik (* 1966 in Offenbach am Main) ist eine deutsche Autorin, Rednerin, Business- und Selbstführungscoach.

## Schaffen
Nach dem Abitur in Frankfurt am Main zog Kuschik 1986 nach Berlin, wo sie an der Freien Universität Publizistik, Filmwissenschaft und Philosophie studierte. Während ihres Studiums arbeitete sie als Sendeassistentin beim Radiosender RIAS Berlin, wo sie auch erste Beiträge produzierte. Sie war als Reporterin und in der Redaktion tätig, übernahm 1992 bei dem nunmehr privatisierten Sender (94,3 r.s.2) das Filmressort und moderierte erste Sendungen.
1993 verpflichtete Programmchef Rik de Lisle sie als Anchorwoman für die Morningshow. Auch nach ihrem Wechsel zum SFB-Programm „Radio B Zwei“ moderierte sie weiterhin knapp vier Jahre lang die Frühsendung, teilweise mit TV-Live-Übertragung.
1996 studierte sie an der New York Film Academy Regie und Produktion und arbeitete nach ihrem Abschluss vier Jahre als Regieassistentin für TV- und Werbefilmproduktionen, hatte Gastauftritte als Schauspielerin für Film und Fernsehen und schrieb Songtexte für deutsche und englischsprachige Künstler.
Mit Kim Fisher wurde sie 1997 für ihr erstes Album als beste deutsche Textdichterin mit dem Fred-Jay-Preis geehrt.
Parallel zu ihrer Tätigkeit in der Medien-, Film- und Musikbranche arbeitete Kuschik fast 20 Jahre lang auch als Event-Moderatorin für Unternehmen. Seit mehr als 25 Jahren ist Kuschik zudem als Performance- und Selbstführungs-Coach für Business, Stage und Life tätig.
Im März 2022 erschien ihr erstes Buch „50 Sätze, die das Leben leichter machen. Ein Kompass für mehr innere Souveränität“. Das Buch wurde zum SPIEGEL-Bestseller und wurde bereits in 16 Sprachen übersetzt und erscheint in über 140 Ländern.
Ende Juni 2023 erschien ihr Buch „Kleine Storys über große Themen: 222 Botschaften für mehr Leichtigkeit im Alltag – Vol. 1“ im Ullstein Verlag. Bereits zuvor wurde das gleichnamige und zweite Hörbuch „Kleine Storys über große Themen – 111 One Minute Messages – Vol. 2“ im Argon Hörbuchverlag veröffentlicht.
Derzeit schreibt sie ein neues Buch „50 Fragen die das Leben leichter machen: Wie durch kluge Selbstführung ganz nebenbei Klarheit entsteht“, das am 25. September 2025 erscheint.

## Veröffentlichungen
- 50 Sätze, die das Leben leichter machen. Ein Kompass für mehr innere Souveränität. 22. Auflage. Rowohlt Taschenbuch, Hamburg 2022, ISBN 978-3-499-00836-8.
- Nice Advice, Kartenset, 1. Auflage, Karma Baby Karma GmbH, 2022
- 50 Karten, die das Leben leichter machen – Das Kartenset zum Spiegel Bestseller: Ein Kompass für mehr innere Souveränität, Karma Baby Karma GmbH, 2022
- Kleine Storys über große Themen: 222 Botschaften für mehr Leichtigkeit im Alltag, 1. Auflage. Ullstein Taschenbuch, 2023, ISBN 978-3-548-06917-3.
- Kleine Storys über große Themen: 111 One Minute Messages - Vol. 1, Hörbuch, Argon Balance, 2022[9]
- Kleine Storys über große Themen: 111 One Minute Messages - Vol. 2, Hörbuch, Argon Balance, 2023[10]
- 50 Sätze, die das Leben leichter machen. Ein Kompass für mehr innere Souveränität. – Der Nr. 1-Bestseller als hochwertig ausgestattete Geschenkausgabe, Rowohlt, gebundene Ausgabe, Hamburg 2023, ISBN 978-3-499-01385-0. (DE: Gold (Audio-Books-Award))[11]
- 50 Sentences That Make Life Easier: A guide for more self-confidence. Transworld Digital, 2025, ISBN 0-85750-703-6 (englisch, penguin.co.uk – deutsch: 50 Sätze, die das Leben leichter machen. Ein Kompass für mehr innere Souveränität. Übersetzt von Benjamin Posener).

## Diskografie
- 2022: Om Nama Shivaya (Single)[12]
- 2022: Beat of Bali (Single)[13]
- 2022: Rama Dasa (Single)[14]
- 2023: Karma baby, karma – der Song zum #1 Bestseller (Single)[15]

### Anderer Interpreten
- 2008: The Cat’s Pyjamas, Album: Colourbound
- 2003: Kim Fisher, Album: Follow me
- 2000: Hera Lind: Du wirst nie eine Dame
- 1999: Guildo Horn, Album: Schön!
- 1999: Garbo Talks: Chinaboy
- 1999: Kim Fisher, Album: Sein
- 1997: Kim Fisher, Album: Jetzt

## Filmografie
- „Rote Rosen“, Regie: Martina Allgeyer, Rolle: Restaurantkritikerin, ARD
- „Herzog“, Regie: Ulli Baumann, Rolle: Staatsanwältin, RTL
- „CSI Mindset“, Industriefilm, Regie: Mark Phillip, Mercedes-Benz
- „The Power Of Ideas“, Regie: Antonio Claudius, Hauptrolle, Siemens Imagefilm
- „Die Sturmflut“, Regie: Jorgo Papavasilliou, Rolle: Catherine Debroc, RTL
- „Muxsmäuschenstill“, Regie: Markus Mittermeier, Rolle: Reporterin, Kino
- „Daimler Chrysler“, Rolle: Trainerin, Business Theater
- „Daimler Chrysler“, Rolle: Automechanikerin, Business Theater
- „Arcor Infomercial“, Rolle: Journalistin, N-TV
- „Alarm für Cobra 11“, Regie: Holger Gimpel, Rolle: Moderatorin, RTL

## Auszeichnungen
- 1997: Fred-Jay-Preis
- 2023: SPIEGEL-Bestseller des Jahres #2 (Taschenbuch Sachbuch)[16]
- 2024: Goldene Schallplatte für das Hörbuch „50 Sätze die das Leben leichter machen“[17][18]